# Sporus
Sporus (später auch: Sabina oder Poppaea, * zwischen 49 und 51; † 69) war Freigelassener, ursprünglich Lustknabe und später Ehefrau der römischen Kaiser Nero und (wahrscheinlich) Otho. Sporus kommt von altgriechisch ό σπόρος „Getreidekorn, Samen“, und wurde dem Knaben von Nero gegeben. Der Name könnte, sofern es sich nicht um einen Spitznamen handelt, auf eine Herkunft aus dem griechischsprachigen Osten des Römischen Reiches hindeuten. Doch könnte es sich auch um einen Scherz Neros handeln, den Kastrierten „Samen“ zu nennen.

## Leben
Sporus (Sabina) wurde vermutlich zwischen 49 und 51 geboren und starb im Spätsommer oder Herbst 69. Sporus war ursprünglich wohl ein puer delicatus des Nero und hatte eine auffallende Ähnlichkeit mit Neros 65 verstorbener Ehefrau Poppaea Sabina. Der Kaiser ließ Sporus etwa im Jahre 66 zuerst kastrieren und nahm Sporus dann 67 auf seiner großen Griechenlandreise von September 66 bis Frühjahr 68 in einer formellen Zeremonie nach griechischem Brauch zur Frau, wobei der Prätorianerpräfekt Tigellinus gemäß griechischem Ritus als Brautführer fungierte. Nero setzte eine hohe Belohnung für denjenigen aus, der Sporus – nach der Hochzeit Sabina genannt – zu einer wirklichen Frau machen könne.
Sabina trug von da an Kleidung und Schmuck der Kaiserinnen, bekam die berüchtigte römische Adelige Calvia Crispinilla als Hofdame zugeteilt und nahm an Neros öffentlichen Auftritten in Griechenland und danach in Rom teil.
Die römischen Geschichtsschreiber Sueton und Cassius Dio, die beide Nero gegenüber sehr negativ eingestellt waren, stellen die Perversität und Obszönität, zum Beispiel öffentliches Küssen, dieser Beziehung in den Vordergrund und berichten über sarkastische Scherze von Zeitgenossen: „Es existiert darüber noch heute ein nicht ungeschickter Einfall eines Witzlings, es wäre ein Glück für die Menschheit gewesen, wenn sein [Neros] Vater Domitius eine solche Gemahlin gehabt hätte.“ Der Historiker David Woods spekulierte darüber, ob Nero vielleicht der Meinung war, dass Sporus kaiserlicher Abstammung (Enkel des Tiberius und Neffe der Poppaea Sabina) sein könnte, und ihn nur deshalb kastriert und zur Frau genommen habe, um einen möglichen Thronkonkurrenten auszuschalten.
Nach ihrer gemeinsamen Rückkehr von der Griechenlandreise im Frühjahr 68 blieb Sporus (Sabina), gemeinsam mit drei weiteren Freigelassenen, bei Nero, als alle anderen Vertrauten ihn im Juli 68 bereits verlassen hatten, und war auch beim Selbstmord des Kaisers anwesend. Unmittelbar nach Neros Tod übernahm der Prätorianerpräfekt Nymphidius Sabinus, der selbst Ambitionen auf den Thron hatte, Sporus (Sabina) – nun Poppaea genannt – als Gemahlin. Nach Nymphidius’ Ermordung 68 n. Chr. übernahm Otho – zweiter Ex-Mann der Poppaea Sabina und Kaiser von Januar bis April 69 –  Sporus (Sabina) vielleicht ebenfalls als Ehefrau. In beiden Fällen diente das möglicherweise dazu, einen Anschein von legitimer Erbnachfolge auf den Thron Neros zu erwecken. Dessen Nachfolger Vitellius wollte Sporus (Sabina) in einer Aufführung des Stücks Raub der Persephone bei Gladiatorenspielen im Theater in der Hauptrolle auftreten lassen. Doch nahm sich Sporus (Sabina) im Spätsommer/Herbst 69 das Leben, um der Schande einer öffentlichen Vergewaltigung zu entgehen.